# Šport u 1914.
◄◄ | ◄ | 1911. | 1912. | 1913. | 1914.  | 1915. | 1916. | 1917. | ► | ►►
Arhitektura • Astronomija • Biologija • Film • Fotografija • Glazba • Kazalište • Kemija • Kiparstvo • Knjige • Književnost • Kršćanstvo • Meteorologija • Medicina • Planinarstvo • Politika • Pravo • Promet • Slikarstvo • Strip • Šport • Televizija • Znanost • Zrakoplovstvo • Željeznički promet
Šport u 1914.

## Svijet

### Osnivanja
- Levski Sofija, brazilski nogometni klub
- Sociedade Esportiva Palmeiras, bugarski nogometni klub

## Hrvatska i u Hrvata

### Natjecanja

#### Timski športovi
- Započelo Prvenstvo Hrvatske i Slavonije u nogometu 1913./14., drugo po redu organizirano nogometno natjecanje u Hrvatskoj

### Osnivanja
- ŠK Željezničar Zagreb, hrvatski nogometni klub
- Uskok Vranjic, hrvatski nogometni klub

### Rođenja
- 13. travnja – Vera Romanić, hrvatska atletičarka († 1993.)
- 7. rujna – Franjo Krajcar, hrvatski atletičar († 1994.)

## Vanjske poveznice
|  | Zajednički poslužitelj ima još gradiva o temi Šport u 1914. |